# 西野太翔
西野 太翔（にしの たいが、英語: Taiga Nishino、2009年10月16日 - ）は、日本のフィギュアスケート選手（男子シングル）。日本の神奈川県出身。主な戦績は、2024年全日本ジュニア選手権3位、2025年全国中学校スケート大会2位、2024年全国中学校スケート大会優勝など。

## 人物
尊敬するスケーターとして、羽生結弦や
、西野が所属する神奈川FSCの先輩にあたる鍵山優真の名前を挙げている。また、4回転サルコウを飛ぶときの手本として壷井達也の名前も挙げている。

## 経歴
2014年ソチオリンピックでの羽生結弦の演技や先に習っていた姉の影響で、5歳からフィギュアスケートを始める。きっかけとなった羽生の演技はSPのパリの散歩道であると話している。

### ノービス時代

#### 2019-2020シーズン
2019年全日本ノービス選手権Bクラスで中田璃士に次いで2位に入賞した。

#### 2020-2021シーズン
2020年全日本ノービス選手権Bクラスで森遼人、岡崎隼士に次いで3位に入賞した。

#### 2021-2022シーズン
カテゴリーがノービスAに移行した。
2021年全日本ノービス選手権Aクラスで中田璃士に次いで2位に入賞した。

この結果により2021年全日本ジュニア選手権に推薦出場し、25位となった。（FNR）

#### 2022-2023シーズン
2022年全日本ノービス選手権Aクラスで高橋星名に次いで2位に入賞した。

この結果により2022年全日本ジュニア選手権に推薦出場し、12位となった。

第43回全国中学校スケート大会で田内誠悟、高橋星名に次いで3位に入賞した。

### ジュニア時代

#### 2023-2024シーズン
カテゴリーがジュニアに移行した。この年度からトリプルアクセルをプログラムに組み込む。

2023年ジュニアグランプリシリーズオーストリア大会で9位となった。

2023年全日本ジュニア選手権で5位に入賞した。

この結果により2023年全日本選手権に推薦出場し、30位となった。（FNR）

第44回全国中学校スケート大会で優勝した。

#### 2024-2025シーズン
JSFによる強化選手Bに選出される。
この年度から4回転サルコウをプログラムに組み込む。
2024年ジュニアグランプリシリーズチェコ大会で6位となった。

2024年全日本ジュニア選手権で中田璃士、高橋星名に次いで3位に入賞した。

この結果により2024年全日本選手権に推薦出場し、12位となった。2023年度はFSに進むことができなかったが、2024年度はSPで9位に入り、後半グループとしてFSに進んだ。

第45回全国中学校スケート大会で高橋星名に次いで2位に入賞した。この大会で自身では初となる4回転サルコウの成功をさせた（GOE加点、国内参考値）。これで全国中学校スケート大会における男子の4回転ジャンプの成功者は、三浦佳生(成功時中1)、佐藤駿(成功時中3)、西野太翔(成功時中3)の3人となった。

#### 2025-2026シーズン
JSFによる強化選手Aに選出される。
この年度から4回転トゥループをプログラムに組み込む。

## 競技成績

### ISUパーソナルベストスコア
- SP - ショートプログラム、FS - フリースケーティング
- TSS - 部門内合計得点（英: Total segment score）は太字
- TES - 技術要素点（英: Technical element score）、PCS - 演技構成点（英: Program component score）、GOE - 出来栄え点（英: Grade of Execution）

| 部門 | 種類 | 得点   | 大会                             |
| ---- | ---- | ------ | -------------------------------- |
| 総合 | TSS  | 200.23 | ISU JGPチェコスケート 2024       |
| SP   | TSS  | 77.20  | ISU JGPチェコスケート 2024       |
| SP   | TES  | 42.84  | JGPチェコスケート 2024           |
| SP   | PCS  | 34.36  | JGPチェコスケート 2024           |
| FS   | TSS  | 126.25 | ISU JGPオーストリアスケート 2023 |
| FS   | TES  | 62.38  | ISU JGPオーストリアスケート 2023 |
| FS   | PCS  | 63.87  | ISU JGPオーストリアスケート 2023 |

### 主な戦績
- JGP - ISUジュニアグランプリシリーズ
- J - ジュニアクラス
- N - アドバンスドノービスクラス、A - ノービスAクラス、B - ノービスBクラス

| ユースオリンピック     |       |       |       |       |       |       |  |  |  |
| 世界ジュニア選手権     |       |       |       |       |       |       |  |  |  |
| JGP ファイナル         |       |       |       |       |       |       |  |  |  |
| JGP チェコ             |       |       |       |       |       | 6位   |  |  |  |
| JGP オーストリア       |       |       |       |       | 9位   |       |  |  |  |
| 全日本選手権           |       |       |       |       | 30位  | 12位  |  |  |  |
| 全日本ジュニア選手権   |       |       | 25位  | 12位  | 5位   | 3位   |  |  |  |
| 全日本ノービス選手権   | 2位 B | 3位 B | 2位 A | 2位 A |       |       |  |  |  |
| 全国中学校スケート大会 |       |       |       | 3位   | 1位   | 2位   |  |  |  |
| インターハイ           |       |       |       |       |       |       |  |  |  |
| 関東選手権             | 1位 B | 2位 B | 1位 A | 1位 A | 1位 J | 1位 J |  |  |  |
| 東日本選手権           |       |       |       |       | 1位 J | 2位 J |  |  |  |
| 国スポ冬季             |       |       |       |       |       | 6位 J |  |  |  |

### 詳細
- マークが付いている大会は国際スケート連盟公認の国際大会
- パーソナルベストは太字で表示
- シーズン開始を7月1日、シーズン終了を翌年の6月30日とする。ローカル大会のカテゴリー移行はこの限りではないため、シーズン途中でカテゴリーが移行している場合がある(主に翌年4月以降)。
- FNRはFinal Not Reachedの略。SPで振り落とされ、FSに進めなかったときに表示される。

| 2025-2026 シーズン   |                                        |         |          |          |
| 開催日               | 大会名                                 | SP      | FS       | 結果     |
| 2025年8月9日 - 11日  | 関東サマートロフィー(ジュニア)（甲府） | 1 70.03 | 1 136.53 | 1 206.56 |
| 2025年7月18日 - 21日 | PRINCE ICE CUP(ジュニア)（新横浜）     | 1 76.71 | 1 142.00 | 1 216.71 |

| 2024-2025 シーズン     |                                                      |         |           |           |
| 開催日                 | 大会名                                               | SP      | FS        | 結果      |
| 2025年5月3日 - 5日     | 第10回サイニチホールディングス杯(ジュニア)（上尾）   |         | 2 115.69  | 2 115.69  |
| 2025年4月5日 - 13日    | 第48回リリーカップカナガワ(ジュニア)（横浜）         |         | 1 123.95  | 1 123.95  |
| 2025年2月日 - 1月4日   | 2025全国中学校スケート大会（長野）                   | 2 67.91 | 2 147.53  | 2 215.44  |
| 2025年1月27日 - 30月日 | 国スポ冬季(ジュニア)（倉敷）                         | 5 65.41 | 5 114.29  | 6 179.70  |
| 2024年12月19日 - 22日  | 第93回全日本フィギュアスケート選手権（門真）         | 9 77.58 | 14 135.49 | 12 213.07 |
| 2024年11月15日 - 17日  | 第93回全日本フィギュアスケートジュニア選手権（広島） | 3 75.85 | 1 132.64  | 3 208.49  |
| 2024年10月24日 - 27日  | 東日本選手権(ジュニア)（八戸）                       | 2 75.48 | 2 142.36  | 2 217.84  |
| 2024年9月26日 - 29日   | 関東選手権(ジュニア)（日光）                         | 1 75.63 | 1 125.55  | 1 201.18  |
| 2024年9月4日 - 7日     | ISUジュニアグランプリ チェコ（オストラバ）           | 2 77.20 | 6 123.63  | 6 200.23  |
| 2024年8月2日 - 4日     | 関東サマートロフィー(ジュニア)（千葉）               | 1 59.92 | 1 132.31  | 1 192.23  |

| 2023-2024 シーズン     |                                                      |          |          |              |
| 開催日                 | 大会名                                               | SP       | FS       | 結果         |
| 2024年5月3日 - 5日     | 第9回サイニチホールディングス杯(ジュニア)（上尾）    |          | 1 117.65 | 1 117.65     |
| 2024年4月28日          | 静岡スプリングジュニア競技会(ジュニア)（豊橋）       | 1 64.03  | -        | 1 64.03      |
| 2024年4月6日 - 14日    | 第47回リリーカップカナガワ(ジュニア)（横浜）         |          | 1 128.09 | 1 128.09     |
| 2024年2月3日 - 6日     | 2024年全国中学校スケート大会（長野）                 | 1 69.91  | 1 132.22 | 1 202.13     |
| 2023年12月20日 - 24日  | 第92回全日本フィギュアスケート選手権（長野）         | 30 50.77 | -        | 30 50.77 FNR |
| 2023年11月17日 - 19日  | 第92回全日本フィギュアスケートジュニア選手権（大津） | 8 63.52  | 3 132.19 | 5 195.71     |
| 2023年11月2日 - 5日    | 東日本選手権(ジュニア)（横浜）                       | 1 61.51  | 1 111.05 | 1 172.56     |
| 2023年4月28日          | ウィンタートロフィー(ジュニア)（横浜）               |          | 1 125.28 | 1 125.28     |
| 2023年10月6日 - 9日    | 関東選手権(ジュニア)（八戸）                         | 7 54.63  | 1 127.45 | 1 182.08     |
| 2023年8月30日 - 9月2日 | ISUジュニアグランプリ オーストリア（リンツ）         | 16 49.65 | 6 126.25 | 9 175.90     |
| 2023年8月11日 - 13日   | 関東サマートロフィー(ジュニア)（上尾）               | 1 63.98  | 1 98.29  | 1 162.27     |

| 2022-2023 シーズン    |                                                               |          |           |           |
| 開催日                | 大会名                                                        | SP       | FS        | 結果      |
| 2023年5月3日 - 5日    | 第8回サイニチホールディングス杯(ジュニア)（上尾）             |          | 1 125.39  | 1 125.39  |
| 2023年4月9日 - 16日   | 第46回リリーカップカナガワ(ジュニア)（横浜）                  |          | 2 127.47  | 2 127.47  |
| 2023年2月4日 - 7日    | 2024年全国中学校スケート大会（長野）                          | 3 61.44  | 1 124.07  | 3 185.51  |
| 2022年11月25日 - 27日 | 第91回全日本フィギュアスケートジュニア選手権（ひたちなか）    | 12 56.37 | 11 114.37 | 12 170.74 |
| 2022年11月21日 - 23日 | 第26回全日本フィギュアスケートノービス選手権ノービスA（札幌） |          | 2 101.94  | 2 101.94  |
| 2022年9月23日 - 25日  | 関東選手権ノービスA（日光）                                   |          | 1 100.52  | 1 100.52  |

| 2021-2022 シーズン      |                                                        |          |         |              |
| 開催日                  | 大会名                                                 | SP       | FS      | 結果         |
| 2022年5月3日 - 5日      | 第7回サイニチホールディングス杯(ノービスA)（上尾）     |          | 1 92.39 | 1 92.39      |
| 2022年6月20日 - 27日    | 第45回リリーカップカナガワ(ノービスA)（横浜）          |          | 1 93.09 | 1 93.09      |
| 2021年11月21日 - 23日   | 第90回全日本フィギュアスケートジュニア選手権（名古屋） | 25 46.41 | -       | 25 46.41 FNR |
| 2021年10月22日 - 24日   | 第25回全日本フィギュアスケート選手権 ノービスA（大津） |          | 2 99.97 | 2 99.97      |
| 2021年9月30日 - 10月3日 | 関東選手権 ノービスA（千葉）                           |          | 1 88.54 | 1 88.54      |

| 2020-2021 シーズン    |                                                        |    |         |         |
| 開催日                | 大会名                                                 | SP | FS      | 結果    |
| 2021年5月2日 - 4日    | 第6回サイニチホールディングス杯(ノービスA)（上尾）     |    | 2 78.64 | 2 78.64 |
| 2021年6月20日 - 27日  | 第44回リリーカップカナガワ(ノービスA)（横浜）          |    | 1 77.19 | 1 77.19 |
| 2020年10月24日 - 25日 | 第24回全日本フィギュアスケート選手権 ノービスB（前橋） |    | 3 73.41 | 3 73.41 |
| 2020年10月2日 - 4日   | 関東選手権 ノービスB（ひたちなか）                     |    | 2 66.94 | 2 66.94 |

| 2019-2020 シーズン    |                                                                  |    |         |         |
| 開催日                | 大会名                                                           | SP | FS      | 結果    |
| 2019年10月18日 - 20日 | 第23回全日本フィギュアスケートノービス選手権 ノービスB（西東京） |    | 2 66.89 | 2 66.89 |
| 2019年10月3日 - 6日   | 関東選手権 ノービスB（甲府）                                     |    | 1 67.94 | 1 67.94 |
| 2019年8月8日 - 11日   | 関東サマートロフィー(ノービスB)（上尾）                          |    | 1 72.61 | 1 72.61 |

| 2018-2019 シーズン   |                                               |    |         |         |
| 開催日               | 大会名                                        | SP | FS      | 結果    |
| 2019年6月20日 - 27日 | 第42回リリーカップカナガワ(ノービスB)（横浜） |    | 1 54.43 | 1 54.43 |
| 2018年8月9日 - 12日  | 関東サマートロフィー(ノービスB)（甲府）       |    | 2 42.43 | 2 42.43 |

## プログラム使用曲
| シーズン  | SP | FS                                                                                              | EX |
| --------- | --- | ----------------------------------------------------------------------------------------------- | --- |
| 2025-2026 | Such A Night 曲：エルヴィス・プレスリー 振付:佐藤操                                                          | ・Moonlight Sonata ・Symphony No.5 ・Für Elise 振付:佐藤操                                      | |
| 2024-2025 | Smile 曲：マイケル・ブーブレ 振付:佐藤操                                                                     | Rock me Amadeus 曲：ファルコ 振付:佐藤操                                                        | Stampede 曲：リンジー・スターリング、アレクサンダー・ジーン（Lindsey Stirling, Alexander Jean） 振付:佐藤操Smile 曲：マイケル・ブーブレ 振付:佐藤操 |
| 2023-2024 | I want you back 曲：ジャクソン5（The Jackson 5） 振付:佐藤操                                                 | Eleanor Rigby 曲：ビートルズ（The Beatles） 振付：佐藤操                                        | |
| 2022-2023 | Stampede 曲：リンジー・スターリング、アレクサンダー・ジーン（Lindsey Stirling, Alexander Jean） 振付：佐藤操 | Believer 曲：イマジン・ドラゴンズ（Imagine Dragons） 振付：佐藤操                               | |
| 2021-2022 | | Caravan 曲：デューク・エリントン、ファン・ティゾール（Duke Ellington, Juan Tizol） 振付：佐藤操 | |
| 2020-2021 | | Caravan 曲：デューク・エリントン、ファン・ティゾール（Duke Ellington, Juan Tizol） 振付：佐藤操 | |
| 2019-2020 | | 「オペラ座の怪人」より 振付：佐藤操                                                             | |

## 受賞
- 令和6年度神奈川県スポーツ優秀選手賞[9]